# John Canemaker
John Cannizzaro Jr. (nascut el 1943), més conegut com John Canemaker, és un animador independent, historiador d'animació, autor, professor i acadèmic estatunidenc. El 1980 va començar a ensenyar i desenvolupar el programa d'animació a la Universitat de Nova York, Tisch School of the Arts, al departament de cinema i televisió de l'Institut Kanbar. Des del 1988 dirigeix el programa i actualment és professor titular. Des del 2001-2002 va ser president interí del Departament de Cinema i Televisió de Grau de Nova York. El 2006, la seva pel·lícula The Moon and the Son: An Imagined Conversation, una peça animada de 28 minuts sobre la relació de Canemaker amb el seu pare, va guanyar l'Oscar al millor curtmetratge d'animació. El 2007, la mateixa peça va obtenir un premi Emmy pel seu disseny gràfic i artístic.

## Biografia
Criat a Elmira, Nova York, Canemaker va començar una carrera d’actor que incloïa treballs fora de Broadway i publicitat a la ciutat de Nova York del 1961 al 1965. El 1967, després de dos anys a l'exèrcit, Canemaker, amb fons d’encàrrecs d’interpretació en anuncis de televisió (va aparèixer en més de 35 anuncis de productes importants, la més famosa dirigint una línia de "nens grossos, nens prims, nens que escalen" a través de Central Park per Armor hotdogs) - i apareixent com a membre del repartiment del programa de televisió WCBS de 1972 Patchwork Family, en el qual va dibuixar sobre un gran bloc de dibuixos- va obtenir el títol de batxiller en arts a Marymount Manhattan College el 1974 i mestre de belles arts en cinema per la Universitat de Nova York el 1976.
Mentre estudiava per a la seva llicenciatura en arts, l’interès infantil de Canemaker per l’animació va revifar. Va començar a fer curts animats patrocinats i va escriure el primer de més de 100 articles sobre història de l’animació. El seu primer llibre, la història de la creació de Raggedy Ann and Andy de Richard Williams, es va publicar el 1977 com The Animated Raggedy Ann and Andy. El 1982, va escriure la introducció de Treasures of Disney Animation Art; el 1987, va publicar Winsor McCay-His Life and Art; i, el 1991, Fèlix, the Twisted Tale of the World's Most Famous Cat. A continuació, van seguir Tex Avery: The MGM Years and Before the Animation Begins: the Art and Lives of Disney Inspirational Sketch Artists (tots dos el 1997), Paper Dreams: The Art and Artists of Disney Storyboards (1999), Walt Disney's Nine Old Men and the Art of Animation (2001) i The Art and Flair of Mary Blair (2003).
Les seves investigacions sobre la història de l’animació van inspirar dues de les seves pròpies pel·lícules, Remembering Winsor McCay (1976) i Otto Messmer and Felix the Cat (1977).
La filmografia de Canemaker inclou curtmetratges d'animació de creació independent que formen part de la col·lecció permanent del Museu d'Art Modern de Nova York. Entre ells hi ha The 40s (1974), Street Freaks (1975), Confessions of a Stardreamer (1978), The Wizard's Son (1981), Bottom's Dream (1983), Confessions of a Stand-Up (1993) i Bridgehampton (1998).
A principis dels vuitanta, Canemaker va animar diverses pel·lícules del taller de televisió infantil per a Barri Sèsam, anuncis de televisió i, el 1981, va crear les seqüències d'animació per al llargmetratge de Warner Bros. El món segons Garp. Va dissenyar i dirigir les seqüències d'animació del documental premiat per l'Oscar d'HBO You Don't Have to Die (1988) i el documental guanyador del premi Peabody de la CBS Break the Silence: Kids Against Child Abuse (1994).
John Canemaker: Marching to a Different Toon, una col·lecció de DVD/vídeo casolà de les seves pel·lícules, és distribuït per Milestone Film & Video/Image Entertainment. A més, Canemaker escriu regularment sobre animació per al New York Times i és a la càmera i comentarista d’àudio en versions de DVD de The Fantasia Anthology, Dumbo, La bella i la bèstia, Peter Pan, La Blancaneus i els set nanos, Cut-up: The Films of Grant Munro i Winsor McCay: The Master Edition. Ha aparegut a Today de NBC, The NewsHour with Jim Lehrer de PBS i Entertainment Tonight, i ha donat conferències als Estats Units, al Brasil, Canadà, Anglaterra, Irlanda, França, Alemanya, Itàlia, Japó, Eslovàquia, Espanya, Suïssa i Gal·les.
El 2006, va rebre un premi per la seva contribució destacada als estudis d’animació al Festival Mundial de Cinema d'Animació de Zagreb.

## Llibres
- Fèlix, the Twisted Tale of the World's Most Famous Cat, 1991, Pantheon, Nova York, ISBN 0-679-40127-X .
- Storytelling in Animation: The Art of the Animated Image, volum 2, editor, 1988, The American Film Institute.
- Paperdreams; the Art and Artists of Disney Storyboarding .
- Winsor McCay: His Life and Art, 1987.
- Treasures of Disney Animation Art (amb Robert E. Abrams), 1982.
- The Animated Raggedy Ann i Andy, 1977.
- Walt Disney's Nine Old Men and the Art of Animation, 2001.
- Two Guys Named Joe: Masters Animation Storytellers Joe Grant & Joe Ranft. 2010. ISBN 978-1-4231-1067-5.